# Nadschm ad-Dīn al-Ghazzī
Nadschm ad-Dīn al-Ghazzī (arabisch نجم الدين الغزي, DMG Naǧm ad-Dīn al-Ġazzī; * 19. Januar 1570 in Damaskus; † 8. Juni 1651 ebenda) war der wichtigste Damaszener Historiker in der zweiten Hälfte des 16. bis Beginn des 17. Jahrhunderts. Mit vollem Namen hieß er Nadschm ad-Dīn Muḥammad b. Badr ad-Dīn Muḥammad b. Raḍī ad-Dīn Muḥammad b. Schihāb ad-Dīn Aḥmad al-Ghazzī al-ʿĀmirī al-Quraischī ad-Dimaschqī.

## Leben
In zwei Werken al-Ghazzis, der Biographie Bulghat al-wādschid fī tardschamat schaich al-islām al-wālid über seinen Vater Badruddin Muhammad al-Ghazzi († 1577) und einer zweiten über Berühmtheiten des 16. Jahrhunderts in Damaskus (al-Kawākib as-sāʾira fī aʿyān al-miʾa al-ʿāschira) notierte er Angaben zu seiner eigenen Person. Diese waren auch die Grundlagen für die al-Ghazzi-Biographie in Chulāṣat al-athar fī ʿayān al-qarn al-ḥādī ʿaschar des Chronisten Muhammad al-Amin al-Muhibbi († 1699).
Al-Ghazzis Familie entstammten einige bekannte Ulama (Religionsgelehrten), sein Vater war Professor und Schriftsteller, Leiter der Koran-Vorleser, Imam der Umayyaden-Moschee und Mufti der sunnitische Schāfiʿiten-Schule. Deshalb erhielt al-Ghazzi auch von ihm seine erste religiöse Erziehung und Ausbildung. Nach dem Tode des Vaters unterrichteten ihn berühmte Ulema, wie der Hanafiten-Mufti von Damaskus, weiters der Schāfiʿiten-Mufti Schihabuddin Ahmad al-'Itawi († 1616), der Qādī Muhibbuddin b. Abu Bakr al-Hamawi († 1608), sowie der Koranlehrer und oberste osmanische Qādī von Damaskus, Muhammad b. Hasan as-Sa'udi († 1590). Ihn bezeichnete al-Ghazzi als den „intelligentesten und wissensdurstigsten aller türkischen Gelehrten“.
Eine Liste der von ihm verwendeten historischen Werke hat al-Ghazzi ebenfalls verfasst, sowie Berichte über Reisen nach Syrien, dem Libanon, Palästina und Istanbul. Zwölfmal vollführte er den Haddsch nach Mekka und war Anhänger des Sufismus der Qadiriyya-Ordensschule. Al-Ghazzi hatte bald einen guten Ruf als Gelehrter, Lehrer an den Medresen (religiösen Hochschulen), Autor, Imam, Freitagsprediger und Mufti. Auch in Mekka war er unter den Beinamen „der Hadith-Gelehrte des Zeitalters“ und „der Gelehrte aus al-Sham“ (Damaskus) bekannt. Er heiratete eine Tochter seines Mentors al-'Itawi, die bei einer Pestepidemie starb, worauf er eine ihrer Schwestern zur Frau nahm. Er selbst starb im Alter von 83 Jahren im Hause einer ansonsten unbekannten Frau (Gattin?), nachdem er schon sieben Jahre vor seinem Tode eine leichte einseitige Lähmung erlitten hatte.
Al-Ghazzi war trotz einiger kritischer Anmerkungen ein loyaler osmanischer Untertan, wie seinen Werken zu entnehmen ist. Seine Kritik am Osmanischen Reich war allerdings ethnisch und kulturell, nicht politisch bedingt. Sein Werk umfasst die politische, soziale, religiöse, kulturelle und ökonomische Stadtgeschichte von Damaskus.

## Werke
- al-Kawākib as-sāʾira fī aʿyān al-miʾa al-ʿāschira

In der Einleitung erklärt al-Ghazzi, er beabsichtige in diesem Werk die bisher in der Literatur fehlenden Biographien berühmter Ulema des 10. Jahrhunderts aufzuzeichnen. Durch kritische Prüfung der vorhandenen Quellen habe er Fehler, vor allem in der Zeitrechnung, korrigiert und die Form verbessert. Der erste Abschnitt erfasst in alphabetischer Reihenfolge alle Ulema, die im Zeitraum (ṭabaqa) zwischen 1494 und 1527 verstorben sind, der zweite den von 1528 bis 1559, der dritte den von 1560 bis 1592. Ṭabaqa definiert er im Gegensatz zu früheren Autoren mit 33 Jahren, nach einer Hadith des Propheten Mohammed. Sein Werk unterscheidet sich von denen seiner Zeitgenossen al-Būrīnī, al-Muhibbi und Ibn al-Hanbali, da er seine Arbeit fast ausschließlich den Biographien von Ulema widmete, andere Notabeln, wie Sultane, osmanische Würdenträger und hohe Militärs sind nur sporadisch angeführt. Die Janitscharen-Befehlshaber und die osmanischen Gouverneure von Damaskus erwähnt er überhaupt nicht. Die einzelnen Personen werden durch ihre Lebensdaten, charakteristische Gewohnheiten und Anekdoten geschildert, wobei die Länge der Eintragungen stark variiert. Insgesamt 1543 Biographien sind im Werk vorhanden.
- Luṭf as-samar wa qaṭf ath-thamar min tarādschim aʿyān aṭ-ṭabaqa al-ūlā min al-qarn al-ḥādī ʿaschar

Al-Ghazzi verstand dieses Werk als Fortsetzung von al-Kawākib für weitere 33 Jahre, wie er in der Einleitung anmerkte. Allerdings besteht ein Unterschied, da er hier neuere Quellen und eigene Beobachtungen seiner beschriebenen Zeitgenossen verwendete. Auch hier überwiegen wieder religiöse Würdenträger in den insgesamt 283 Biographien. Zusammen mit al-Kawākib umfasst die Biographiesammlung 1819 Personen und einen Zeitraum von 133 Jahren.
- Bulghat al-wādschid fī tardschamat schaich al-islām al-wālid

Die Biographie des Vaters von al-Ghazzi, Badruddin Muhammad al-Gazzi, wurde in mehreren Teilen verfasst und trug deshalb auch verschiedene Titel. Die endgültige Ausgabe beinhaltet auch die Autobiographie a-Ghazzis bis zu seinem 27. Lebensjahr (1595/96). Diese Ausgabe enthält in 10 Kapiteln folgende Angaben über Badruddin: seine Abstammung (nasab); seine Lehrer; seine Werke (al-Ghazzi erwähnt mehr als 100); Geburt und Tod; seine guten Eigenschaften; seine Stellung unter den Hadith-Gelehrten.
- Reiseberichte und andere Werke

Nach Maḥmūd al-Shayḫ, einem Editor der Werke al-Ghazzis, schrieb er auch drei Reiseberichte. Seine Reisen nach Baalbek 1618 als Mitglied einer Schlichtungskommission, nach Istanbul 1622 und mindestens eine seiner Pilgerfahrten mit Berichten über die Rastplätze sind allerdings nur in späteren Schriften erhalten bzw. zitiert oder erwähnt. Insgesamt verfasste al-Ghazzi mindestens 50 Werke, darunter solche über Hadith, arabische Dichtkunst und Schriftarten, Literatur, Poesie, Ethik, Medizin und den Sufismus.

## Manuskripte
al-Kawākib as-sāʾira fī aʿyān al-miʾa al-ʿāshira
- Beirut, Universitätsbibliothek, dreiteilige Ausgabe
- Berlin, Staatsbibliothek zu Berlin, Nr. 9891, 49 Folios
- Kairo, al-Azhar-Universität, Nr. 348, 359 Folios, erster und zweiter Abschnitt, kopiert 1688/89, wahrscheinlich die älteste erhaltene Kopie des Werkes
- Damaskus, Maktabat Zähiriyya, 217 Folios
- Dublin, Chester Beatty Library, Nr. 3708, 568 Folios
- Istanbul, Topkapi Sarayi Müzesi Kütüphanesi, Hazine 1286, 247 Folios
- Istanbul, Topkapi Sarayi Müzesi Kütüphanesi, Emanet Hazinesi 1220, 186 Folios
- London, British Museum, Nr. 938, 738 Folios
- Medina, Maktabat 'Arif Hikmat, 329 Folios
- Rampur (Indien), Bibliothek des Bundesstaates Rampur, Nr. 3708

Luṭf as-samar wa qaṭf ath-thamar min tarādschim aʿyān aṭ-ṭabaqa al-ūlā min al-qarn al-ḥādī ʿaschar
- Kairo, Dar al-Kutub al-Miṣriyya, 186 Folios
- Kairo, Dar al-Kutub al-Miṣriyya, Nr. 3402, wahrscheinlich die älteste erhaltene Kopie (1697)
- Kairo, Maktabat Taymūriyya, Kopie des Manuskriptes der Maktabat Zähiriyya in Damaskus
- Damaskus, Maktabat Zähiriyya, 51 Folios
- Dublin, Chester Beatty Library, Nr. 3708, 568 Folios
- Istanbul, Topkapi Sarayi Müzesi Kütüphanesi, Emanet Hazinesi 1220, 186 Folios
- Medina, Maktabat 'Arif Hikmat, 114 Folios
- Rampur, Bibliothek des Bundesstaates Rampur, Nr. 3708